# サルチェード (Sarcedo)
サルチェード（伊: Sarcedo）は、イタリア共和国ヴェネト州ヴィチェンツァ県にある、人口約5,300人の基礎自治体（コムーネ）。

## 名称
同一県内に類似した名称のサルチェード (Salcedo)がある。Salcedoはこの町から北に10kmほど離れた山中の村である。

## 地理

### 位置・広がり
県都ヴィチェンツァから約20km北に位置し、都市ティエーネに隣接する。アスティコ川 (it:Astico) の右岸（西岸）にあり、肥沃な平野が広がっている。

#### 隣接コムーネ
- ブレガンツェ
- ファーラ・ヴィチェンティーノ
- モンテッキオ・プレカルチーノ
- ティエーネ
- ヴィッラヴェルラ
- ズリアーノ

### 気候分類・地震分類
気候分類では、zona E, 2445 GGに分類される。
また、イタリアの地震リスク階級 (it) では、zona 2 (sismicità media) に分類される。

## 歴史
地理的な状況の良いこの地には、先史時代から人々の営みがあったと推測される。Grotta dei Covoli からは新石器時代の遺物が出土している。重要な遺跡としてはローマ帝国時代後期につくられたネクロポリスがある。壷などの遺物も出土し、サントルソの高地ヴィチェンツァ考古学博物館に収められている。
町の起源は800年から900年頃にさかのぼると考えられる。町の名は、「オークの木」を意味するラテン語 querquetum に由来すると考えられている。この町が文書に現れるのは983年で、ヴィチェンツァ司教ロドルフォからヴィチェンツァの聖フェリーチェ僧院に与えられた特許状にその名が記されている。町が封建的な領主支配の下から自治権を持つコムーネへと移行した時代ははっきりしないが、おおむね1050年から1120年ころと考えられている。
この町にあるサルチェード城は、神聖ローマ皇帝オットー3世（在位：983年～1002年）の文書に、より強化を必要とする城として名が挙げられているのが最初である。この城の記録はそれほど残っておらず、1210年には司教の所有する城として、1292年にはヴィチェンツァ伯の所有する城として記されている。1312年から1313年にかけてのパドヴァ（カッラレシ家）とヴィチェンツァ（スカラゲリ家）の戦闘でサルチェード城は破壊を受けている。
1404年、サルチェードの町はヴィチェンツァとともにヴェネツィア共和国の支配下に入った。16世紀初頭のカンブレー同盟戦争においてはアニャデッロやローディの軍勢の攻撃を受けた。その後、フランス領（1797年～1813年）、オーストリア領（1813年～1866年）となり、1866年にイタリア王国に編入された。
この地は、貴族・富裕層の建設した邸宅が多いことで知られる。とくに18世紀から19世紀にかけて多くの邸宅が建てられた。

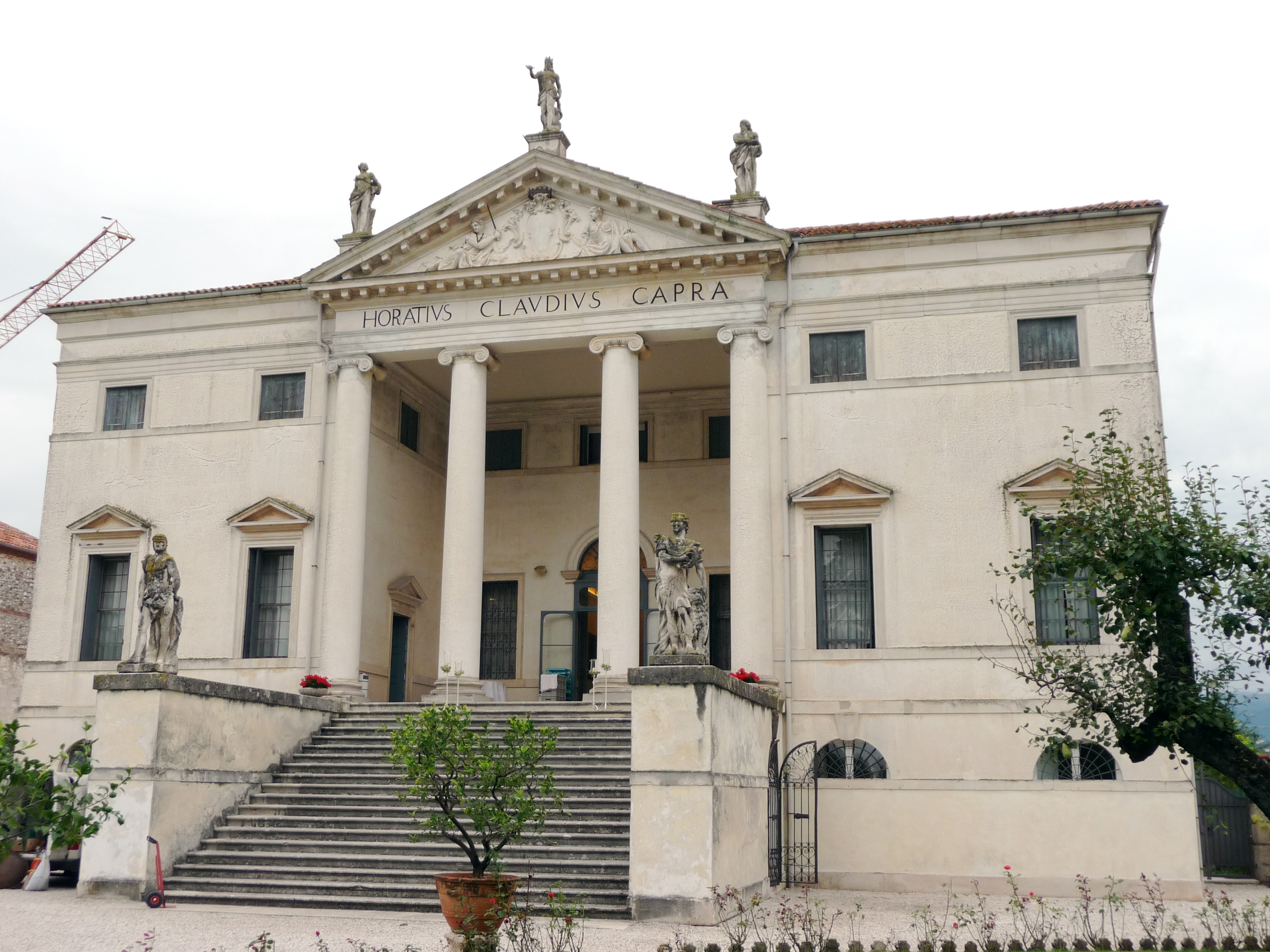
Villa Capra は、1764年に建てられた貴族の邸宅。

## 産業
サルチェードは手工業の町として大きな発展を遂げた都市である。今日では手工業のみならず工業・商業の面でも発展を見せている。農業は往年に比べて比重が下がったものの、依然として重要な地位を占めている。農業は産業としてのみならず地域文化の核としての役割を持っており、伝統的な祭りの色彩を帯びた「ブドウ祭り」が1953年から新たに開催されている。